# Szadang állomás
Szadang (Sadang) állomás a szöuli metró 2-es és 4-es vonalának állomása; Szöul Tongdzsak-ku (Dongjak-gu) kerületében található.

## Viszonylatok
| 2-es vonal                                             | 2-es vonal                | 2-es vonal                                                                |
| ------------------------------------------------------ | ------------------------- | ------------------------------------------------------------------------- |
| Pangbe (Bangbae) (külső oldal) Városháza felé          | fő vonal                  | Nakszongde (Nakseongdae) (belső oldal) Cshungdzsongno (Chungjeongno) felé |
| 4-es vonal                                             |                           |                                                                           |
| Cshongsin (Chongsin) Egyetem Tanggoge (Danggogae) felé | személy- és expresszvonat | Namtherjong (Namtaeryeong) Anszan (Ansan) és Oido felé                    |